# Północne Wyspy Cooka

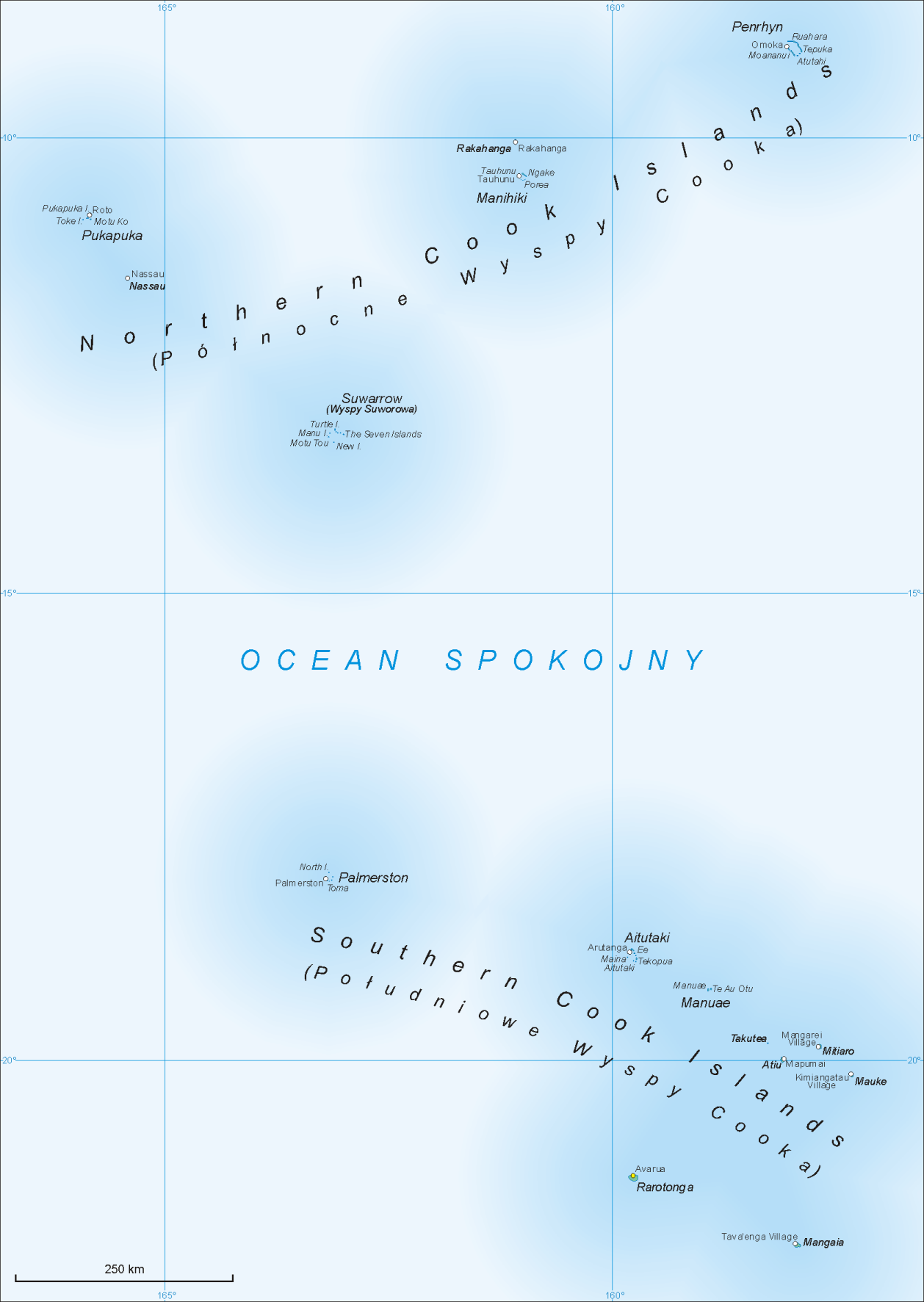
Wyspy Cooka

Północne Wyspy Cooka – jeden z dwóch łańcuchów wysp wchodzących w skład Wysp Cooka. W skład łańcucha wchodzi 6 atoli i wysp koralowych utworzonych na wypiętrzonej części dna Oceanu Spokojnego.
Północne Wyspy Cooka mają powierzchnię 22,3 km² i zamieszkane są przez 1041 osób (2016), a w jego skład wchodzą: 
| Typ   | Nazwa                     | Powierzchnia | Liczba mieszkańców |
| ----- | ------------------------- | ------------ | ------------------ |
| atol  | Manihiki                  | 5,4 km²      | 213                |
| wyspa | Nassau                    | 1,3 km²      | 78                 |
| atol  | Penrhyn                   | 9,8 km²      | 226                |
| atol  | Pukapuka                  | 1,3 km²      | 444                |
| atol  | Rakahanga                 | 4,1 km²      | 80                 |
| atol  | Suwarrow (wyspy Suworowa) | 0,4 km²      | bezludna           |
|       |                           | 22,3 km²     | 1041               |